# Фомичево (Пермский край)
Фомичево — деревня в Косинском районе Пермского края. Входит в состав Косинского сельского поселения.

## География
Располагается севернее районного центра, села Коса. Расстояние до районного центра составляет 33 км.

## История
До Октябрьской революции населённый пункт Фомичево входил в состав Гаинской волости, а в 1927 году — в состав Пятигорского сельсовета Гайнского района. По данным переписи населения 1926 года, в деревне насчитывалось 12 хозяйств, проживало 59 человек (28 мужчин и 31 женщина). Преобладающая национальность — коми-пермяки.
По данным на 1 июля 1963 года населённый пункт входил в состав Пятигорского сельсовета.

## Население
| 1963 | 2010 |
| ---- | ---- |
| 47   | ↘14  |

По данным Всероссийской переписи населения 2010 года, в деревне проживало 14 человек (9 мужчин и 5 женщин).